# Torres de Kharraqan
Las torres de Kharraqan (conocidas como las torres de Kharrakhan o Kharaghan) son un par de mausoleos construidos en 1067 y 1093, en la región de Kharraqan, en el Irán septentrional, cerca de Qazvin. Son notables por ser un ejemplo temprano de ornamento geométrico, un ejemplo temprano de cúpulas dobles, y una de las primeras torres de tumba que aparecieron en el Irán selyúcida durante el siglo XI.
Las estructuras octogonales de ladrillo tienen 13 metros de altura y cada lado tiene 4 metros de ancho. La superficie de ambos mausoleos demuestra un amplio uso de la geometría. Las paredes interiores del mausoleo más antiguo están decoradas con pinturas de varios temas.
La torre oriental data de 1067-1068, y la occidental de 1093.
Estas torres son ejemplos remanentes de la arquitectura que existía durante el período selyúcida de la Persia medieval.

## Descripción

### Estructura
Ambos mausoleos tienen doble revestimiento para las cúpulas; los revestimientos interiores están intactos, pero los exteriores de ambas torres se han perdido. No hay acceso directo a la luz a través de las ventanas de las cubiertas exterior e interior de la cúpula. Sin embargo, las posiciones opuestas de la ventana de las dos cubiertas permiten que la luz indirecta entre en la primera torre a través de la ventana lateral de la cubierta interior.
Ambas torres octogonales tienen 8 contrafuertes redondeados -uno por esquina. Stronach y Young especulan que había nervios verticales para la demolición de la cubierta exterior de la cúpula; sin embargo, concluyen por la falta de los mismos nervios en la parte interior que las cumbreras, que acompañan a los nervios, eran decorativas.

### Exterior
Ambas torres tienen inscripciones de su arquitecto en la superficie exterior. Muhammad b. Makki al-Zanjani está inscrito en la torre anterior; Abu'l-Ma'ali b. Makki al-Zanjani, en la torre posterior. Stronach y Young indican que los dos nombres se refieren a la misma persona, un arquitecto local desconocido.
También en el exterior de los edificios hay un intrincado patrón geométrico formado por ladrillos tallados. El ladrillo también presenta largas inscripciones, tanto históricas como coránicas. La inscripción histórica de la torre oriental no sólo incluye al arquitecto, sino también otro nombre, posiblemente el del patrón del mausoleo, que sólo puede ser leído parcialmente debido a los daños.
La inscripción cúfica de texto coránico en las paredes exteriores de ambas torres, distribuidas idénticamente en los lados y los contrafuertes, presenta la sura 59, versículos 21-23, reconocible a pesar de los daños en los contrafuertes. Samuel Stern afirma que estas suras son una elección inusual para el mausoleo, pero señala los versículos precedentes como más adecuados. Partes de las inscripciones sobre la puerta de la torre occidental pueden reconocerse como la sura 23, versículo 115.

### Interior
El interior de la torre oriental parece haber sido completamente decorado con frescos, pero solo unos pocos sobreviven. Hay pinturas de lámparas de mezquita en los nichos, de granados y pavos reales en los pilares que alternan entre ellos, y de un medallón que rodea a los pavos reales y un ornamento geométrico cerca de la parte superior de los nichos. También hay una banda de caligrafía cúfica justo debajo del comienzo de la cúpula.
El interior de la torre occidental no tiene decoración de yeso, sino un mihrab y un adorno adicional de ladrillos.
Se cree que el ocupante de la torre oriental era Abu Sa'id Bijar y el ocupante de la torre occidental era Abu Mansur Iltayti, según la transliteración de las inscripciones de las torres del Dr. Samuel Miklós Stern.

## Interpretaciones
Las torres de Kharraqan exhiben un diseño externo más elaborado, individualizado para cada uno de los 8 lados, en comparación con otras torres con patrones más repetitivos. Oleg Grabar recuerda que no hay un método concreto para dilucidar el significado de la decoración abstracta y geométrica en la arquitectura islámica. En cambio, la complejidad del patrón geométrico promueve la apreciación del diseño visual en sí mismo.
Los temas de las pinturas murales dentro de la torre occidental poseen una asociación simbólica con el cielo. Abbas Daneshvari conecta la luz de la lámpara con la luz del dios, por lo tanto con el paraíso. Daneshvari también asocia las pinturas interiores con el paraíso, destacando el papel iconográfico de los pavos reales, en los medallones de los estallidos de sol, como el ave del paraíso. Los pavos reales aparecen en la cultura medieval islámica de Irán en la literatura y en objetos de arte como los textiles y la cerámica.

## SigloXXI

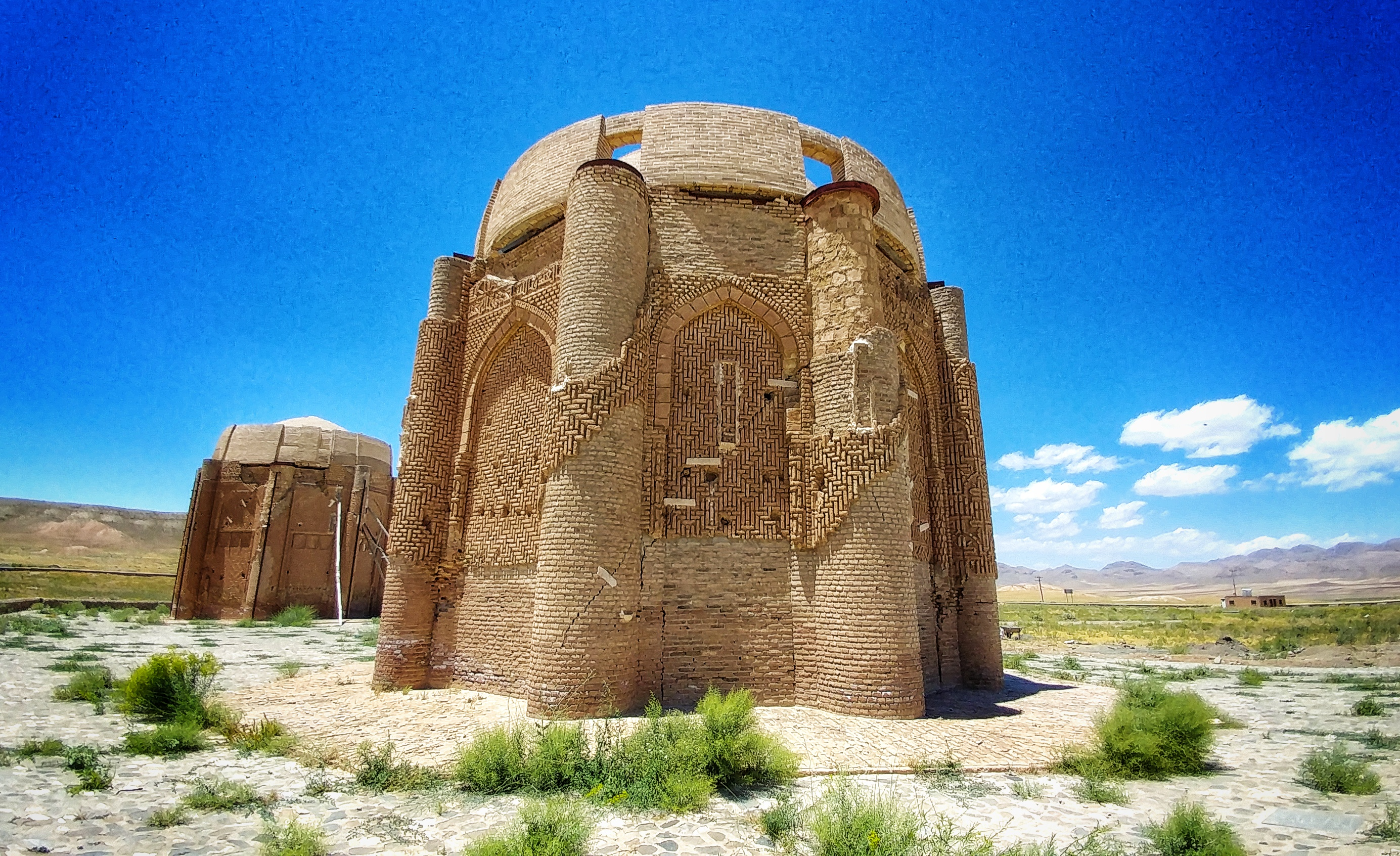
Foto del exterior de las torres tomada en 2017.

Ambas torres fueron dañadas significativamente por el terremoto en Bou'in-Zahra de 2002. Estaban en buen estado de conservación antes del evento, lo que sugiere que fue uno de los terremotos más poderosos de la región durante aproximadamente 900 años.